# درب جوقا (مقاطعة دليجان)
درب جوقا (بالفارسية: دربجوقا) هي قرية تقع في قسم هستيجان الريفي (مقاطعة دليجان) في إيران. يقدر عدد سكانها بـ 117 نسمة بحسب إحصاء 2016.